# Tenuiphantes spiniger
Tenuiphantes spiniger es una especie de araña araneomorfa del género Tenuiphantes, familia Linyphiidae. La especie fue descrita científicamente por Simon en 1929.
La longitud del prosoma del macho es de 1,10-1,20 milímetros y el de la hembra 1,10-1,27 milímetros. La longitud del cuerpo del macho es de 2,1-2,7 milímetros y de la hembra 2,7-3,2 milímetros. La especie se distribuye por Francia.